# Belisana phurua
Belisana phurua là một loài nhện trong họ Pholcidae. Loài này được phát hiện ở Thái Lan.